# HSV GTS

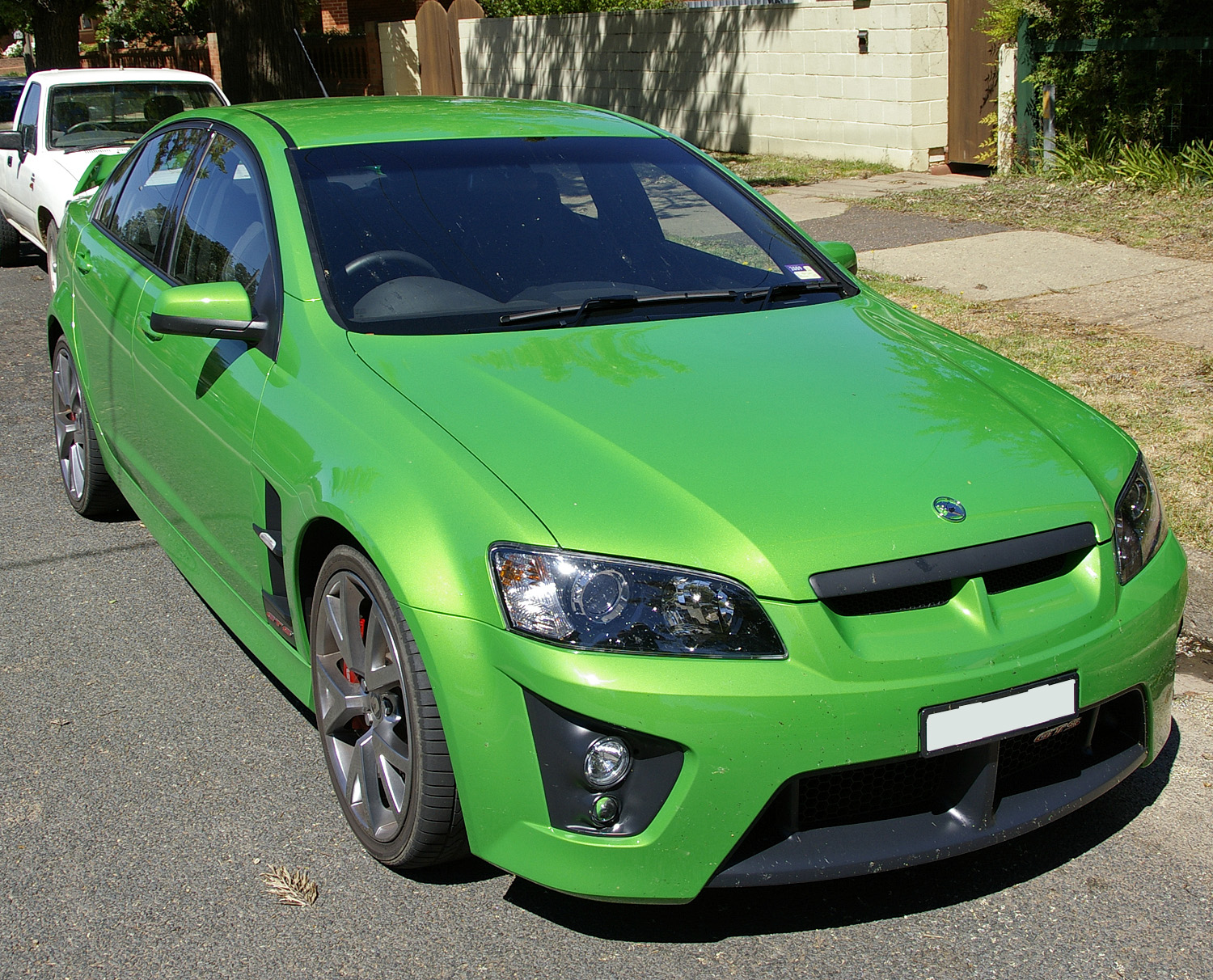
HSV GTS (2007)

Der HSV GTS ist eine Hochleistungs-Luxuslimousine, die seit 1992 von Holden Special Vehicles in Australien hergestellt wird. Die Wagen basieren im Wesentlichen auf den jeweiligen Großserienmodellen des Holden Commodore. Die auf dem Holden VE Commodore beruhende, jüngste Variante wird vom 6,2 l-V8-Motor GM-LS3 angetrieben, der 431 bhp (317 kW) leistet und ein Drehmoment von 550 Nm erreicht. Die Käufer können zwischen einem manuellen Sechsganggetriebe oder einer sechsstufigen Automatik wählen. Die Wagen mit Handschaltgetriebe erreichen 0–100 km/h in 4,96 s, die mit Automatik in 5,05 s.

## E-Serie
Bis zur Auflage der E-Serie hatte der HSV GTS stets stärkere Motoren als die anderen HSV-Modelle. Die E-Serie besitzt allerdings den gleichen GM-LS3-Motor wie der billigere Clubsport und der luxuriösere Senator. Im Wesentlichen unterscheidet das elektrisch einstellbare Fahrwerk MagneRide den GTS der E-Serie von seinen Schwestermodellen. Im GTS kann das MagneRide zwischen Sport und Track verstellt werden, im Clubsport ist es gar nicht verfügbar und im Senator ist es auf Luxus getrimmt.

## Galeriebilder

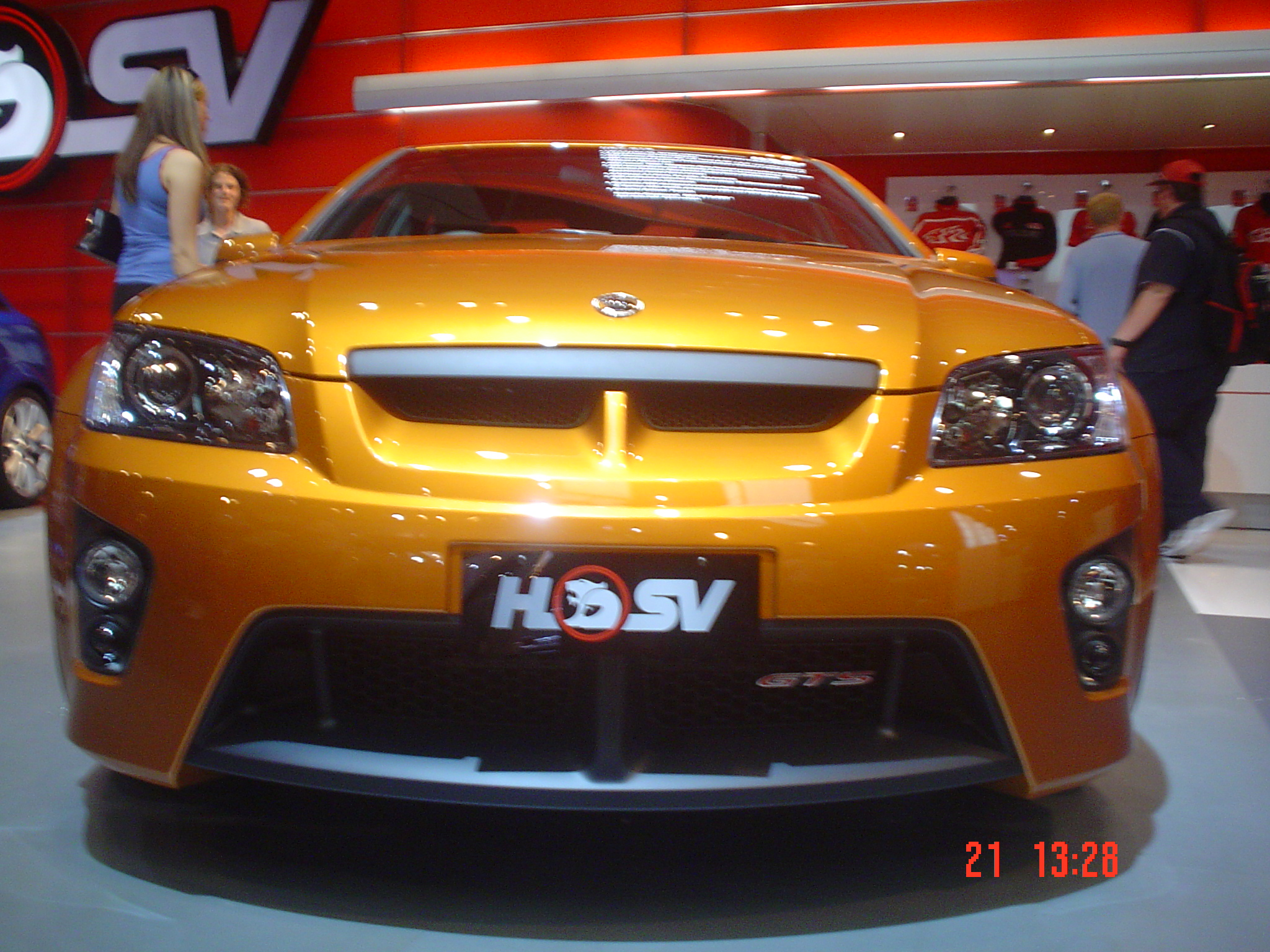
HSV GTS (E-Serie)
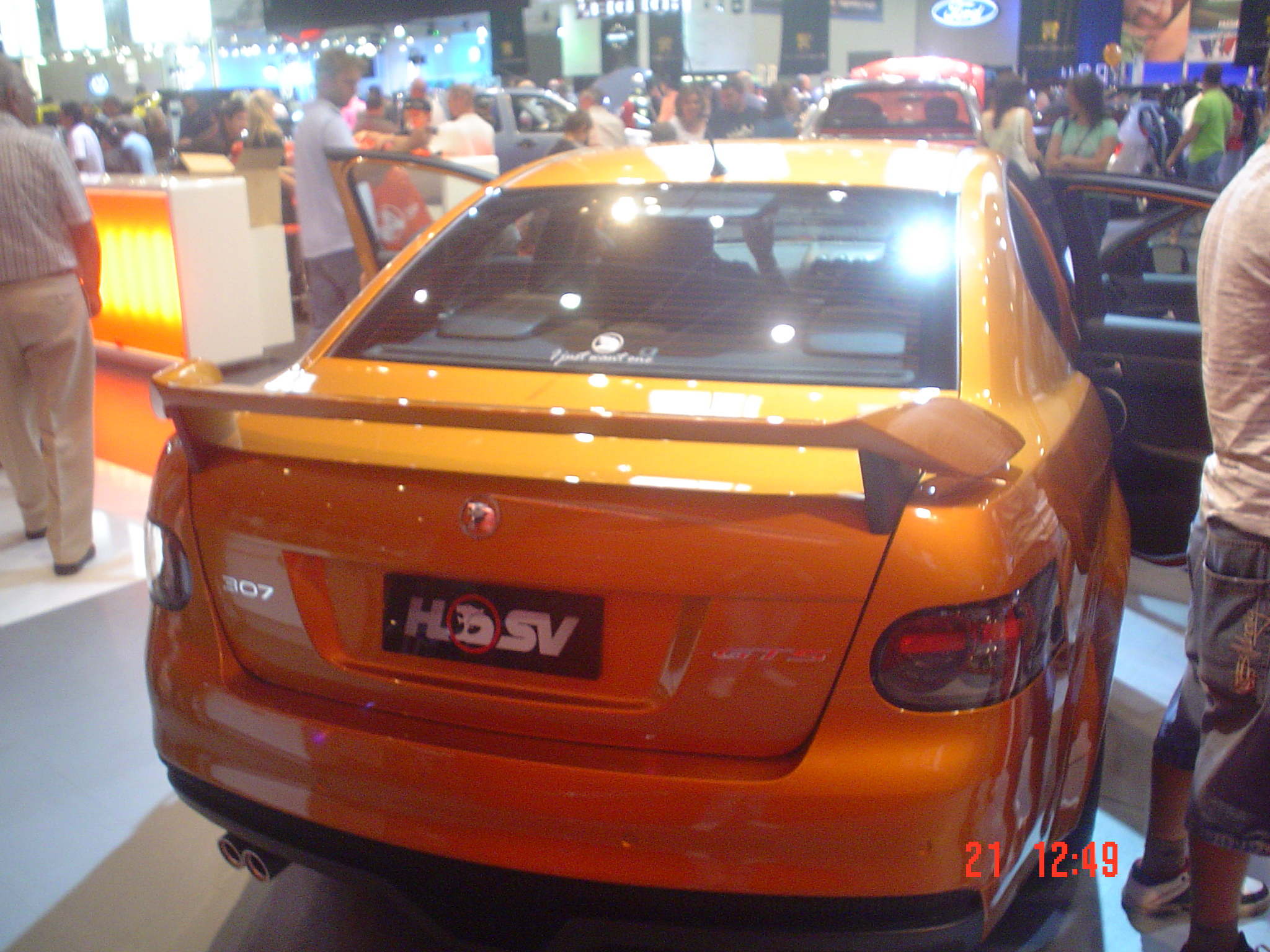
HSV GTS (E-Serie)
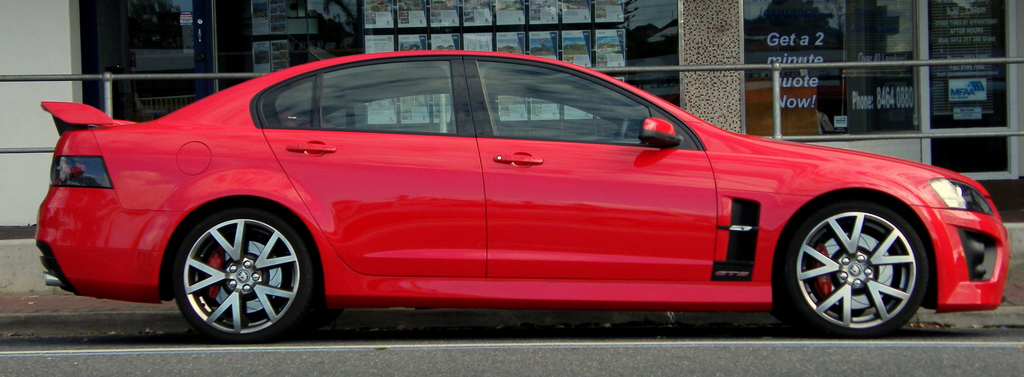
HSV GTS (E-Serie)